# The Old Masters Box Two
The Old Masters Box Two è una raccolta del musicista statunitense Frank Zappa, pubblicata nel 1986.

## Descrizione
La raccolta è composta da 8 LP raccolti in cofanetto e contenenti gli album Uncle Meat, Hot Rats, Burnt Weeny Sandwich, Weasels Ripped My Flesh, Chunga's Revenge, Fillmore East - June 1971 e Just Another Band from L.A... Come il suo predecessore, il cofanetto comprende un bonus disc chiamato Mystery Disc di materiale precedentemente inedito.